# Moita do Boi
Moita do Boi é uma localidade portuguesa situada entre Santo António e Antões na freguesia do Louriçal.

## Significado do nome
Etimológico: Matagal pequeno e espesso pertencente a um boi, mamífero da família dos bovinos, herbívoro e doméstico.
Popular: Numa certa região tinha crescido uma grande moita e logo aí um residente levou um boi para se ir alimentar dela. Foi-se tornando costume, prender os bois perto das moitas para pastar e a população decidiu chamar à região Moita do Boi.

## História
Moita do Boi é uma terra bastante antiga, sendo o primeiro documento conhecido datado de 1542. Em 1836, Moita do Boi tinha 26 casas.
Moita do Boi é uma aldeia próspera e tem uma elevada taxa de natalidade. Conta com cerca de 500 habitantes e 180 habitações.
Nesta localidade existe a "Associação Desportiva Recreativa e Cultural da Moita do Boi", fundada em 28 de Julho de 1977. Esta Associação desportiva nos seus primeiros anos de existência dedicou-se a diversas modalidades desportivas como por exemplo o atletismo. Actualmente é futebol federado a sua principal actividade.
Existe uma adega, em praticamente todas as casas, onde os habitantes convivem com os seus vizinhos, amigos e visitantes da localidade.
Não possui quaisquer tipo de monumentos.
Em termos de infraestruturas de apoio à população conta com:
- Capela católica construida (reconstruida) em 1958 com recinto de festas.
- Parque de Merendas
- Associação de Promoção Social Desportiva Recreativa e Cultural
- Campo de futebol de 11
- Creche
- Jardim de Infância
- Escola Primária
- Mini-Mercado
- Café
- Pronto-a-vestir
- Talho